# Renato De Martino (militare)
Renato De Martino (Caserta, 21 febbraio 1908 – Amba Tzelleré, 22 dicembre 1935) è stato un militare italiano, insignito della medaglia d'oro al valor militare alla memoria nel corso della guerra d'Etiopia.

## Biografia
Nacque a Caserta nel 1908, figlio di Umberto e Anna Leone. Arruolato nel Regio Esercito frequentò il corso allievi ufficiali di complemento presso il comando dell'VIII Corpo d'armata uscendone nell'agosto 1925 con il grado di sottotenente dell'arma di fanteria. Completato il servizio di prima nomina presso il 155º Reggimento fanteria venne ammesso a frequentare i corsi della Regia Accademia Militare di Fanteria e Cavalleria di Modena al termine dei quali fu promosso, nel 1926, sottotenente in servizio permanente effettivo. Nel 1931, promosso tenente, venne trasferito a domanda nel Regio corpo truppe coloniali d'Eritrea. Favorito dalla conoscenza della lingua amarica e dei numerosi dialetti etiopici, fu sempre ricercato ed apprezzato dai vari comandi. Iniziata la guerra d'Etiopia assunse il comando di una compagnia del XXII battaglione indigeno, passando la frontiera con l'Impero d'Etiopia sul fiume Mareb fra i primi, il 2 ottobre 1935. Decorato con una croce di guerra al valor militare cadde in combattimento sull'Amba Tzelleré il 22 dicembre 1935, e fu decorato con la medaglia d'oro al valor militare alla memoria.

### Fonti
1. 1 2 3 4 5  Combattenti Liberazione.
2. 1 2 3  Gruppo Medaglie d'Oro al Valor Militare 1965, p. 159.
3. ↑   Medaglia d'oro al valor militare De Martino, Renato, su quirinale.it, Quirinale. URL consultato l'11 luglio 2021.